# Agapetes costata
Agapetes costata là một loài thực vật có hoa trong họ Thạch nam. Loài này được C.H.Wright mô tả khoa học đầu tiên năm 1899.